# Новохвалынский
Новохвалынский (баш. Яңы Хвалын) — хутор в Кугарчинском районе Башкортостана, входит в состав Юлдыбаевского сельсовета.

## География
Стоит по берегу реки Большой Ик.
Географическое положение
Расстояние до:
- районного центра (Мраково): 18 км,
- центра сельсовета (Юлдыбай): 2 км,
- ближайшей ж/д станции (Мелеуз): 85 км.

## История
Согласно Закону о границах, статусе и административных центрах муниципальных образований в Республике Башкортостан в 2005 году возглавил сельское поселение Юлдыбаевский сельсовет.
Согласно Закону Республики Башкортостан от 27 февраля 2012 года № 504-з «О переносе административного центра Юлдыбаевского сельсовета Кугарчинского района Республики Башкортостан» деревня Юлдыбай стала административным центром поселения вместо хутора Новохвалынский.

## Население
| 2002 | 2009 | 2010 |
| ---- | ---- | ---- |
| 340  | ↘336 | ↘317 |

Национальный состав
Согласно переписи 2002 года, преобладающая национальность — башкиры (71 %).

## Инфраструктура
Личное подсобное хозяйство.

## Транспорт
Просёлочные дороги.